# 1918년 선동법
1918년 선동법(영어: Sedition Act of 1918, Pub.L. 65–150, 40 Stat. 553, 1918년 5월 16일 제정)은 미국 의회가 통과시킨 법안으로, 1917년 간첩법을 확장하여 정부나 전쟁 노력을 부정적으로 비추거나 정부채권 판매를 방해하는 언론 및 의견 표명을 포함한 더 넓은 범위의 범죄를 다루도록 했다.
이 법은 미국 정부, 미국의 국기, 미군에 대해 "불충하고, 불경하며, 비방적이거나, 모욕적인 언어"를 사용하는 것을 금지했으며, 다른 사람들이 미국 정부나 그 기관을 경멸하게 만드는 행위도 금지했다. 이 법에 따라 유죄 판결을 받은 사람들은 일반적으로 5년에서 20년의 징역형을 받았다. 이 법은 또한 미국 우정청장이 처벌 대상이 되는 언론이나 의견과 동일한 기준을 충족하는 우편물의 배달을 거부할 수 있도록 했다. 이 법은 "미국이 전쟁 중일 때"에만 적용되었다. 법 통과 당시 미국은 제1차 세계 대전이라는 선전포고된 전쟁 상태에 있었다. 이 법은 1920년 12월 13일에 폐지되었다.
1918년에 제정된 법률은 일반적으로 선동법이라고 불리지만, 실제로는 간첩법의 개정안이었다. 따라서 간첩법과 선동법에 대한 많은 연구에서는 이 두 "법"을 별도로 보고하는 것이 어렵다고 본다. 예를 들어, 한 역사학자는 "간첩법과 선동법에 따라 약 1500건의 기소가 진행되었고, 천 건 이상의 유죄 판결이 내려졌다"고 보고한다. 법원 판결에서는 줄임말인 선동법이라는 용어를 사용하지 않고, 1917년에 원래 제정되었든 1918년에 개정되었든 해당 법에 대한 올바른 법률 용어인 간첩법을 사용한다.

## 이전 법률
1917년 간첩법은 전쟁 노력을 방해하거나, 군 징집을 방해하거나, 미국과 전쟁 중인 국가를 돕는 시도를 범죄로 규정했다. 때로는 폭도나 자경단과 같은 지역 시민 단체들의 전시 폭력은 일부 입법자들에게 이 법이 불충분하다는 확신을 주었다. 그들의 관점에서 국가는 정부가 할 수 없었던 인기 없는 연설을 처벌하려는 대중 자신의 시도를 나타내는 공공 무질서 사례를 목격하고 있었다. 간첩법에 따른 정부의 권한을 강화하는 개정안은 폭도들이 정부가 할 수 없었던 일을 하는 것을 막을 수 있을 것이다.

## 토론 및 제정

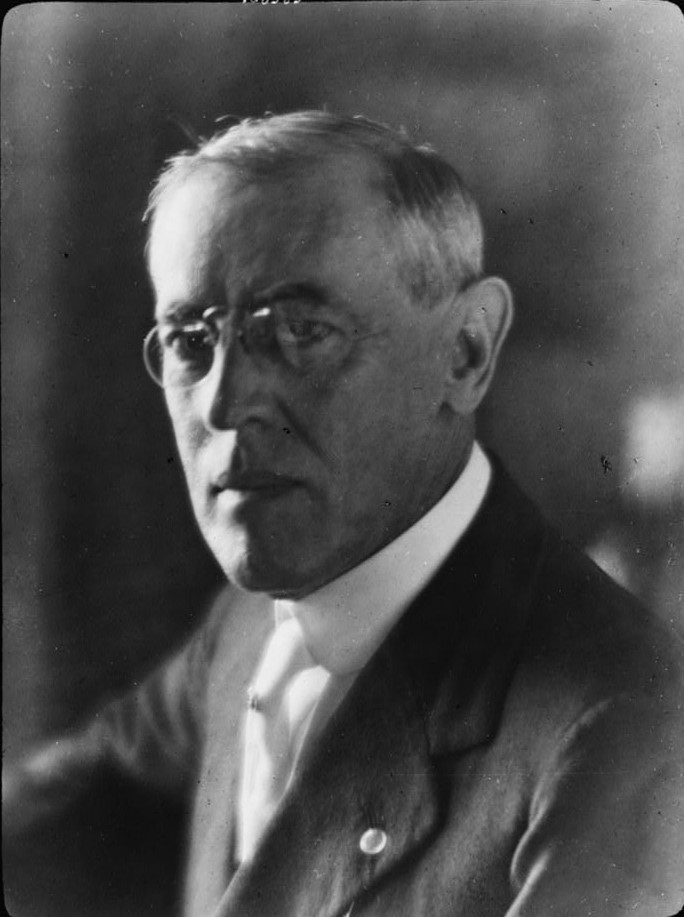
윌슨 대통령

윌슨 대통령과 그의 법무장관 토마스 와트 그레고리는 이 법안을 정치적 타협으로 보았다. 그들은 불쾌한 연설을 기소하지 못한 행정부를 당황하게 할 청문회를 피하고자 했다. 그들은 또한 검찰 권한을 법무부에서 전쟁부로 옮겨서, 헌법적 의문이 있는 일종의 민간 군법회의 절차를 만드는 다른 제안들도 우려했다. 법안 통과를 위한 최종 투표는 상원에서 48대 26, 하원에서는 293대 1이었으며, 하원에서 유일하게 반대표를 던진 사람은 뉴욕 출신의 사회주의자 메이어 런던이었다.
많은 논쟁이 법의 정확한 문구에 집중되었지만, 상원에서는 상당한 반대가 있었는데, 거의 전적으로 공화당, 특히 헨리 캐벗 로지와 하와이 주 상원의원 히람 존슨으로부터 나왔다. 존슨은 언론의 자유를 옹호했고 로지는 행정부가 이미 존재하는 법률을 사용하지 못했다고 불평했다. 전 대통령 시어도어 루스벨트도 반대 의견을 표명했다.
이 법에 대해 거의 열의가 없었던 법무부 관리들은 많은 기소를 일으키지 않더라도 이 법이 애국심이 부족하다고 여겨지는 사람들에 대한 정부의 추가 조치를 요구하는 대중의 목소리를 잠재우는 데 도움이 되기를 바랐다.

## 집행 및 헌법적 도전
이 법안은 전쟁이 끝나는 휴전일 불과 몇 달 전이라는 늦은 시기에 제정되어 선동법 조항에 따른 기소는 거의 없었다. 주목할 만한 사례 중 하나는 선동법으로 개정된 간첩법에 따라 유죄 판결을 받은 몰리 스티머의 사례였다. 미 연방 검사들은 처음에는 이러한 법률을 사용하는 데 상당한 재량권을 가졌으나, 전쟁이 끝나기 몇 주 전 그레고리 법무장관은 자신의 승인 없이는 행동하지 말라고 지시했다. 집행은 관할권마다 크게 달랐으며, 세계산업노동자연맹 노동조합이 활동하던 서부 주들에서 대부분의 활동이 이루어졌다. 예를 들어, 마리 에퀴는 오리건 주 포틀랜드에 있는 IWW 회관에서 연설을 한 혐의로 체포되었고, 전쟁이 끝난 후에 유죄 판결을 받았다.
1918년 4월, 정부는 독일에서 귀화한 사업가 윌리엄 C. 에덴본을 뉴올리언스, 루이지애나의 그의 철도 사업장에서 체포했다. 그는 독일에 대한 미국의 안보 위협을 경시했다고 주장하며 "불충한" 발언을 한 혐의로 기소되었다.
1918년 6월, 사회주의당의 주요 인물인 인디애나 출신의 유진 데브스는 정부의 징병제 노력을 약화시켜 선동법을 위반한 혐의로 체포되었다. 그는 10년형을 선고받았다. 그는 1919년 4월 13일부터 1921년 12월까지 애틀랜타 연방 교도소에서 복역했으며, 하딩 대통령이 데브스의 형량을 복역 기간으로 감형해 주었다. 1919년 3월, 윌슨 대통령은 그레고리 법무장관의 제안에 따라 간첩법 또는 선동법에 따라 유죄 판결을 받은 약 200명의 수감자들을 석방하거나 형량을 감형했다.
법이 적대 행위 종료로 무효화되자, A. 미첼 팔머 법무장관은 대통령 민주당 후보 지명을 위한 자신의 캠페인과 무관하지 않게 평시 선동법을 지지하는 대중 캠페인을 벌였다. 그는 1919년 1월에 위험한 외국어 언론과 아프리카계 미국인 공동체에서 불안을 야기하려는 급진적인 시도를 인용하며 자신의 근거를 신문 편집자들에게 회람으로 보냈다. 그는 1920년 6월 초에 그러한 법을 지지하는 증언을 했다. 한때 의회에는 그러한 법안에 대한 제안된 언어 및 수정안이 70개 이상 있었지만, 1920년 선거의 해에는 논란이 많은 제안에 대해 아무런 조치도 취하지 않았다. 6월 말 법원 판결이 권력 남용에 대한 팔머의 반급진적 캠페인을 인용하자, 보수적인 크리스천 사이언스 모니터는 더 이상 그를 지지할 수 없다는 글을 1920년 6월 25일에 썼다: "급진주의의 과잉처럼 보였던 것은 확실히 억압의 과잉으로 맞서졌다." 1940년 외국인 등록법은 미국 최초의 평시 선동법이었다.
미국 연방 대법원은 애브람스 대 미국 사건 (1919년)에서 선동법을 지지했으며, 이는 필수 전쟁 물품 생산 축소를 촉구하는 사람들에게 적용되었다. 올리버 웬들 홈스는 그의 반대 의견을 통해 "아이디어 시장"으로 알려지게 된 것에 대한 논평을 했다. 브랜든버그 대 오하이오 사건 (1969년)과 같은 후속 대법원 판결들은 오늘날 유사한 법률이 헌법적이라고 간주될 가능성이 낮다는 것을 보여준다.

## 폐지
전시 법률의 전면적인 폐지의 일환으로 의회는 1920년 12월 13일 선동법을 폐지했다. 1921년, 우드로 윌슨 대통령은 선동법에 따라 유죄 판결을 받은 대부분의 사람들에게 사면을 제안했다.

## 같이 보기
- 1798년 선동법, 미국 정부를 비판하는 허위 진술을 불법화했으며, 1801년에 만료되었다.
- 1940년 스미스법, 제2차 세계 대전을 예상하여 통과되었고 나중에 공산주의자 혐의자들을 상대로 사용되었다.
- 2007년 폭력적 급진화 및 국내 테러 방지법, 국내 테러에 대한 조치를 취했을 실패한 법안.
- 팔머 습격

## 추가 문헌
- Kohn, Stephen M., American Political Prisoners: Prosecutions under the Espionage and Sedition Acts (Westport, CT: Praeger, 1994)
- Murphy, Paul L., World War I and the Origin of Civil Liberties in the United States (NY: W. W. Norton, 1979)
- Peterson, H.C., and 길버트 C. 파이트, Opponents of War, 1917–1918 (Madison: University of Wisconsin Press, 1957)
- Preston, William Jr. Aliens and Dissenters: Federal Suppression of Radicals, 1903–1933 2nd ed. (Urbana: University of Illinois Press, 1994)
- Rabban, David M., Free Speech in Its Forgotten Years (NY: Cambridge University Press, 1997)
- Scheiber, Harry N., The Wilson Administration and Civil Liberties 1917–1921 (Ithaca: Cornell University Press, 1960)
- Thomas, William H. Jr. Unsafe for Democracy: World War I and the U.S. Justice Department's Covert Campaign to Suppress Dissent. (Madison: University of Wisconsin Press, 2008)